# همبستگی با طبیعت

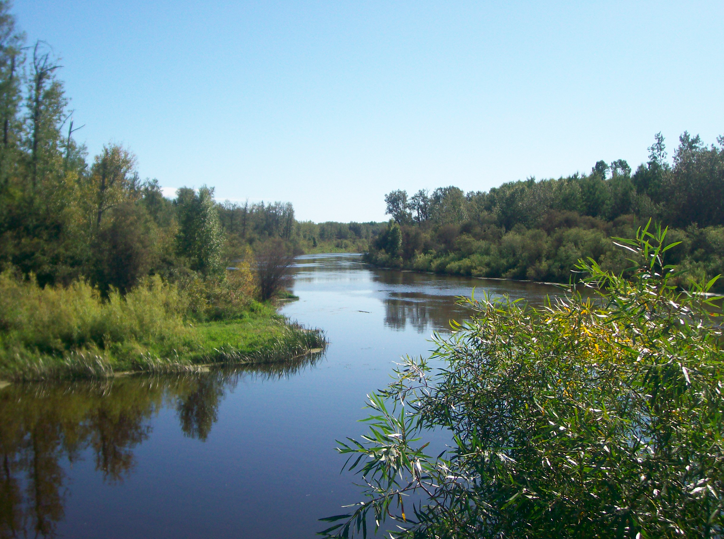

همبستگی با طبیعت (به انگلیسی: Nature connectedness)، میزانی است که افراد طبیعت را به عنوان بخشی از هویت خود لحاظ می‌کنند. این شامل درک طبیعت و هر چیزی است که از آن تشکیل شده‌است، حتی بخش‌هایی که خوشایند نیستند. ویژگی‌های همبستگی با طبیعت مشابه ویژگی‌های شخصیتی است: ارتباط با طبیعت در طول زمان و در موقعیت‌های مختلف پایدار است.

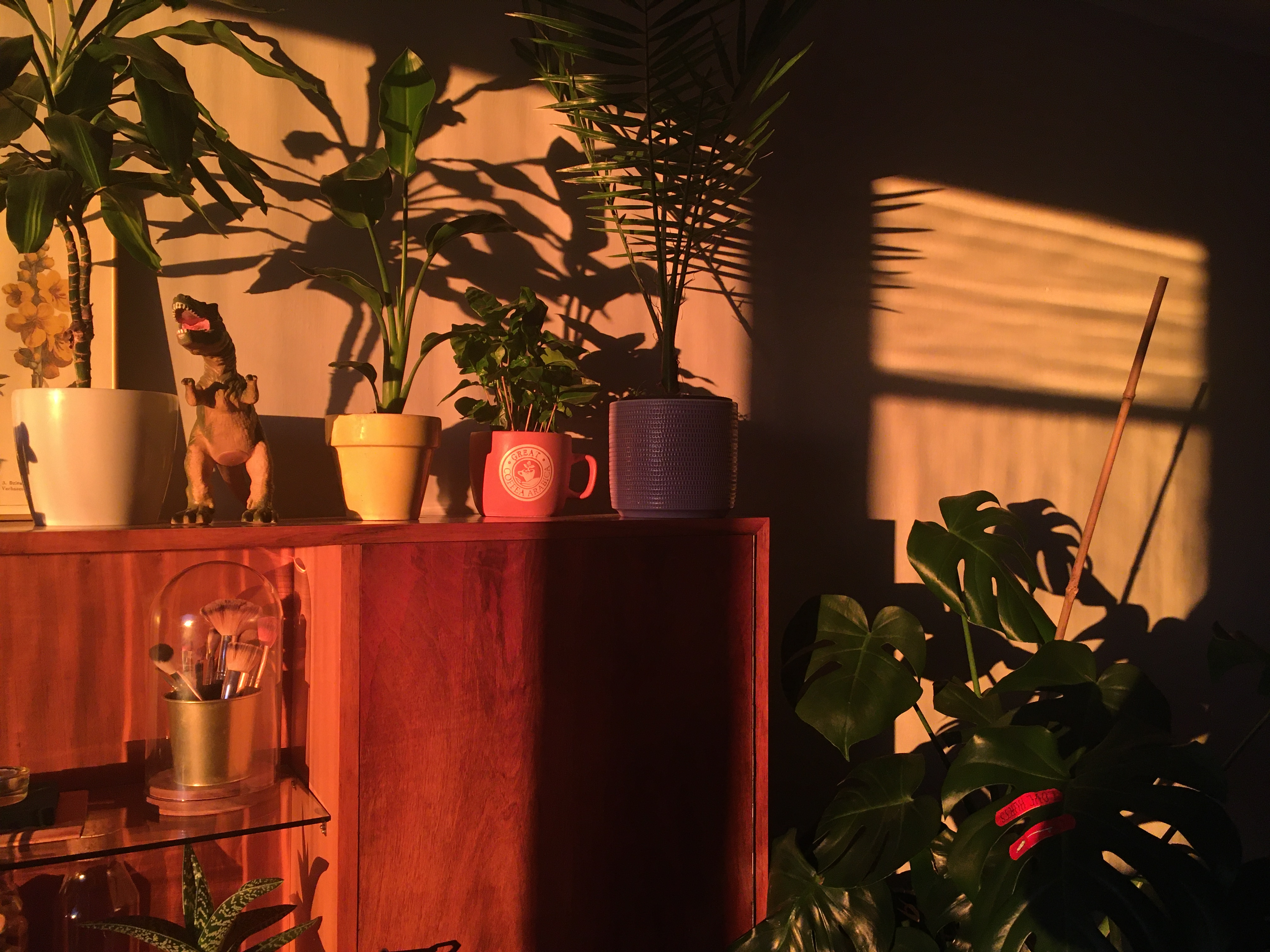
انسان و گیاهان

## مولفه‌های همبستگی با طبیعت
شولتز سه مؤلفه را که ساختار همبستگی با طبیعت را تشکیل می‌دهند، شرح می‌دهد:
- مؤلفه شناختی هسته ارتباط طبیعت است و به میزان احساس یکپارچگی فرد با طبیعت اشاره دارد.
- مؤلفه عاطفی، احساس مراقبت فرد از طبیعت است.
- مؤلفه رفتاری تعهد فرد نسبت به حفاظت از محیط طبیعی است.

روش‌های دیگر برای اندازه‌گیری ارتباط فرد با طبیعت شامل مقیاس Allo-Inclusive و آزمون طبیعت‌سنجی Implicit Associates است.